# Terminalia maestrensis
Terminalia maestrensis är en tvåhjärtbladig växtart som beskrevs av Johannes Bisse. Terminalia maestrensis ingår i släktet Terminalia och familjen Combretaceae. Inga underarter finns listade i Catalogue of Life.